# آسدروبال سانچس
آسدروبال سانچس (اسپانیایی: Asdrúbal Sánchez‎؛ زادهٔ ۱ آوریل ۱۹۵۸) بازیکن فوتبال اهل ونزوئلا بود.
وی همچنین در تیم ملی فوتبال ونزوئلا بازی کرده‌است.